# 粗長毛禾根蚜
粗長毛禾根蚜（学名：Tetraneura (Tetraneurella），又名黑腹四脈綿蚜，为綿癭蚜科毛禾根蚜屬下的一个种。